# 孙晓风
孙晓风（1917年2月6日—1999年2月19日），山东蓬莱人。中华人民共和国政治人物。

## 生平
1936年秋，在其兄孙自平的引导教育下，孙晓风离家经烟台、天津、北京，最后到西安投奔了中国工农红军，被分配到红一军团。1937年1月，他被分配到政治部宣传科当文化教员，3月加入中国共产党，8月随部队北上抗日。1938年秋，经罗荣桓亲自安排，他担任了115师政治部机关党支部书记，半年后又从师政治部调到师教导大队任教育处副处长。1939年春，孙晓风随部队到山东鲁南，参加了陆房突围战。鲁南根据地创立后，115师教导大队就在抱犊崮的大山脚下开始教学，孙晓风分管政治和文化课。1941年冬，孙晓风调到鲁南军区政治部宣传部工作，先任宣传科长，后任宣传部长。
抗战胜利后，孙晓风由鲁南军区宣传部长，调任第八旅政治部主任。1947年，山东军区与华中军区合并，成立了华东军区；山东野战军与华中野战军合并，成立华东野战军，孙晓风在第三纵队十师任政治部主任。由于连续行军打仗，劳累过度，肺病复发。后在乐陵治疗休养半年，基本痊愈。鉴于他的身体状况，1948年初分配他到昌潍军区任政治部主任。1949年春，解放军攻占济南，他奉命调到济南，任山东军区政治部秘书长。1949年7月，他随许世友一起来到蓬莱，参加了长山岛战役。
中华人民共和国成立后，1950年秋，他被任命为山东军区陆军第100师政委。该师三个团，驻扎在崂山、海阳，主要任务是保卫这一带海防。1952年7月，他被任命为华东军区司令部办公厅主任。1955年，被授予大校军衔，同时被授予中华人民共和国八一奖章、二级独立自由勋章和二级解放勋章。1955年，国务院成立了石油工业部，旨在加速发展中国的石油工业。1956年8月，孙晓风由部队转为地方，奉命到石油部办公厅任副主任。1960年4月，他由石油部办公厅调到生产技术司任司长。1961年2月，石油部党组决定成立松辽石油加工会战领导小组，他被任命组长，率工作组进驻石油七厂，直接组织领导大会战。1964年秋，他被派到兰州炼油厂搞四清运动。是年底，他被任命为石油工业部副部长。1980年8月，发生了渤二事件，康世恩受到记大过处分。1982年，孙晓风给胡耀邦写信，建议党中央撤销对康世恩的处分。1983年7月，中国石油化工总公司成立。孙晓风时年66岁，从副部长退居二线，担任石油部顾问。同时，国务院任命他为中国石油化工总公司副董事长。1987年，中央决定各部委取消顾问制，他受聘担任经济技术顾问委员会副主任。1999年2月19日去世。